# NGC 4733
NGC 4733 (również PGC 43516 lub UGC 7997) – galaktyka eliptyczna (E), znajdująca się w gwiazdozbiorze Panny. Odkrył ją William Herschel 15 marca 1784 roku. Należy do Gromady w Pannie.